# Bassaniodes rectilineus
Bassaniodes rectilineus is een spinnensoort uit de familie van de krabspinnen (Thomisidae).
De wetenschappelijke naam van de soort werd in 1872 als Thomisus rectilineus gepubliceerd door Octavius Pickard-Cambridge.